# بریناچ
بریناچ (به انگلیسی: Brynach) یک قدیس حامی مسیحی ولزی در قرن ششم میلادی بود. در پمبروکشایر نام چندین کلیسا به وی اختصاص داده شده است.

## زندگی

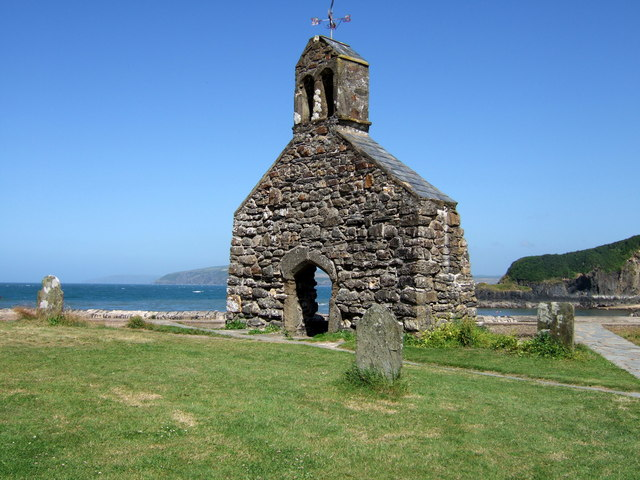
خرابه های کلیسای سنت بریناچ

بر اساس منبعی از سده دوازدهم میلادی، بریناچ در اوایل سده ششم به رم و برتانی سفر کرد. بریناچ در ۷ آوریل مرد و کلیسایش در نورن آخرین یادگار او است.